# Joan Perramon (músic)
Joan Perramon (Girona,1888 - Figueres c. 1946). Fou un mestre de capella català, compositor i deixeble d'Enric Morera.
Des de 1916 fou mestre de l'escolania de la parròquia de Santa Susanna del Mercadal de Girona.
El 26 d'octubre de 1923 guanyarà la plaça de mestre de capella de la Catedral de Girona, càrrec que exercirà fins 1946.
Com mossèn Miquel  Rué, fou també un entusiasta propagador del moviment gregorianista a Girona.
Mossèn Perramon renuncià al magisteri el 1943 per motius de salut.
Autor, entre altres obres, d'una Missa del Santíssim Sagrament i d´un salm, per veus i corda, destinat a la diada de l'Asenció, tradició musical de la Seu gironina.